# Sigarenknipper

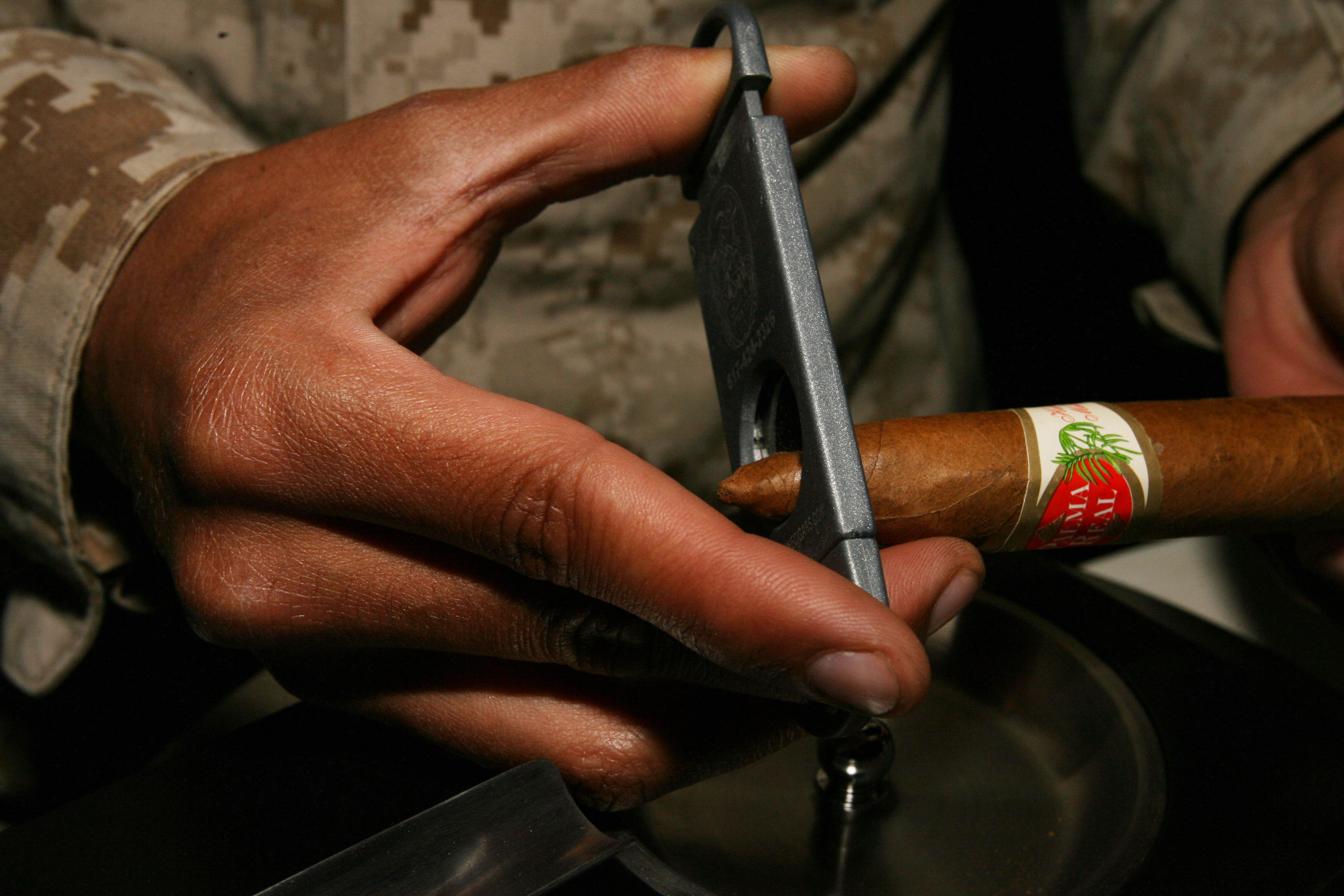

Een sigarenknipper is een instrument waarmee de sigaar kan worden geopend om hem te roken. Het mondstuk van de sigaar is vaak afgedekt met het dekblad. Om de sigaar op te kunnen roken dient er een opening te worden gemaakt. Het gebruik van een sigarenknipper zorgt voor een zuivere snede, waardoor de structuur van de sigaar maar minimaal beschadigd wordt. Er zijn verschillende soorten sigarenknippers die een eigen inkeping aan de kop van de sigaar produceren. 

## Soorten

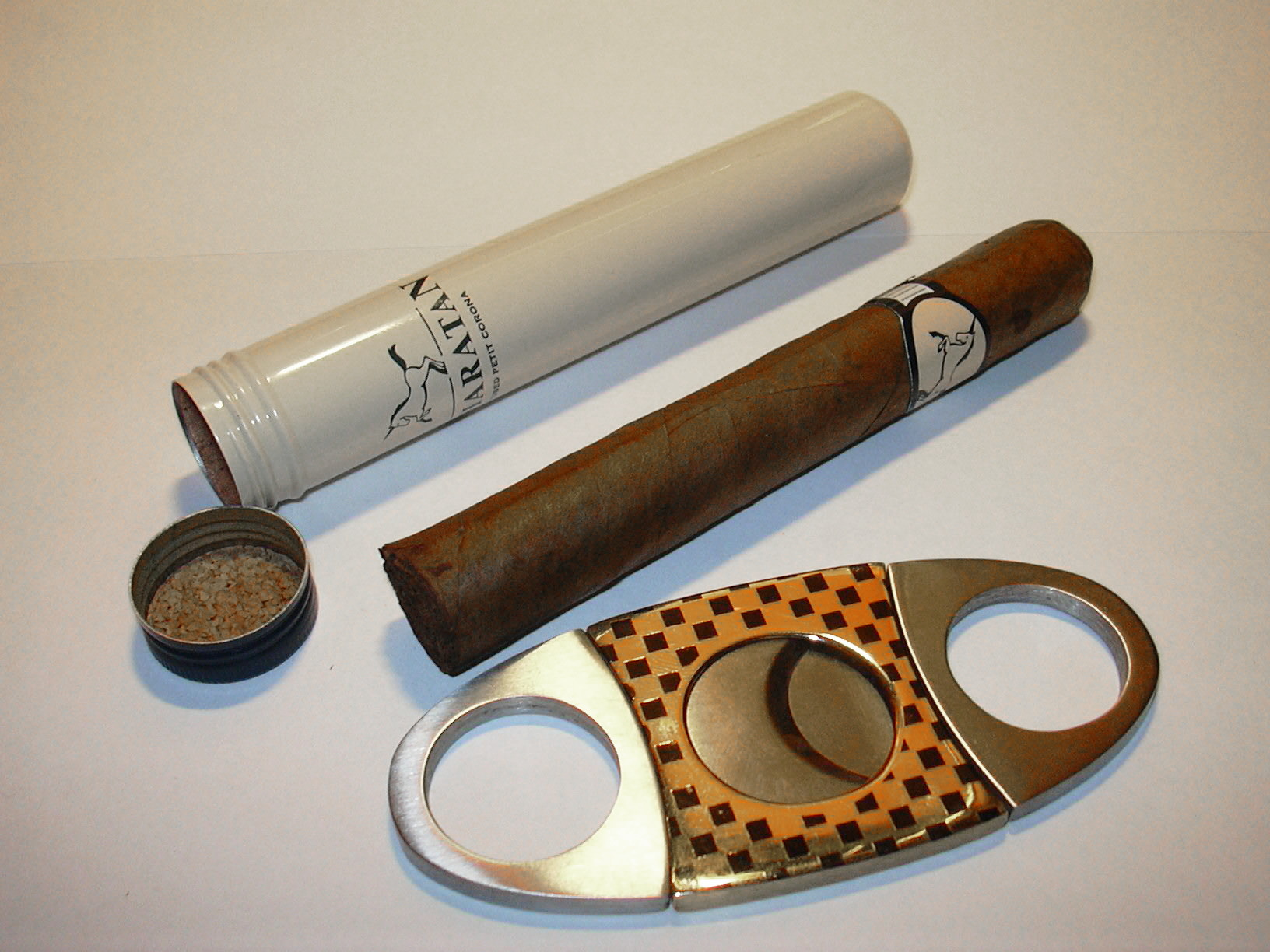
een corona (sigaar), een sigarenkoker, en guillotineknipper.

- Guillotine: Een enkele of dubbele snijder, die recht afsnijdt (zie afbeelding).
- V-knipper: principe van guillotineknipper, maar maakt een inkeping in V vorm.
- Sigarenschaar
- Sigarenboor Deze prikt in het midden van het mondstuk een gaatje.